# Sarah English
Sarah English (27 november 1955) is een hockeydoelvrouw uit Zimbabwe. 
De Zimbabwaanse hockeyploeg kreeg zes weken voor de Olympische Spelen 1980 de gelegenheid deel te nemen aan de spelen, omdat vijf uitgenodigde landen verstek lieten gaan.
Davies won met haar ploeggenoten de olympische gouden medaille. Davies verdedigde het doel in alle vijf de wedstrijden.
De spelen van 1980 zijn tot op heden enige deelname van de Zimbabwaanse vrouwenhockeyploeg aan een wereldkampioenschap of Olympische Spelen geweest.

## Erelijst
- 1980 –  Olympische Spelen in Moskou